# Елка Янакиева
Елка Кирилова Янакиева е българска педагожка, учен в областта на предучилищната и училищната педагогика, създателка на концепцията за екологичното възпитание, доктор на педагогическите науки и професор.

## Биография
Родена е на 24 януари 1953 година в Благоевград. Завършва средно образование в родния си град в Националната хуманитарна гимназия „Св. св. Кирил и Методий“. Още като ученичка се занимава с изследване на историята на образователното дело в родния край и е редовна сътрудничка на специализираното списание за средношколци „Родна реч“. Завършва Философския факултет на Софийския университет със специалност педагогика в 1975 година. Янакиева е един от първите редовно назначени преподаватели на новооткрития в 1976 година филиал на Софийския университет в Благоевград, по-късно Югозападен университет „Неофит Рилски“. В периода от 1982 до 1986 година е редовен аспирант в Научноизследователския институт по предучилищно възпитание към Академията на педагогическите науки в Москва, където става „доктор на педагогическите науки“ в 1986 година. В докторската си дисертация под научното ръководство на известната професорка Тамара Комарова, представя възпитателната си концепция, разработена към развитие на въображението и творчеството на децата от предучилищна възраст. В България Янакиева получава в 2009 година научната степен „доктор на педагогическите науки“ за разработения от нея в 2006 година модел за екологично възпитание на децата от предучилищна възраст. От 2009 година е редовна професорка в Югозападния университет в Благоевград.
Известна в международната общност като най-големия български специалист по проблемите на екологичното възпитание на децата от предучилищна възраст, Янакиева е членка на редакторската колегия на интернет списанието „Джърнъл Лангуидж, Индивидюъл енд Съсайъти“ (Journal Language, Individual and Society). Взема дейно участие в различни периодични педагогически издания в чужбина, както и в международни прояви и проекти. В 2007 година става членка на Експертния съвет на Междурегионална обществена организация за поддържане на програмата на ЮНЕСКО „Информация для всех“ (Информация за всички) в Русия.
Авторка е на 135 научни труда, вклюително 10 монографии, на български, руски, английски език и на македонска литературна норма. В 2008 година публикува фундаменталния си труд по предучилищна педагогика, предназначен за подготовка на студенти от педагогическите специалности.